# Iain Hornal
Iain Hornal (Londra, 29 febbraio 1980) è un cantautore e polistrumentista britannico.

## Biografia
Iain Hornal è un cantautore e musicista di sessione. È un membro permanente in tournée di 10cc e Jeff Lynne’s ELO, ed è stato anche in tournée con Yes ft Anderson, Rabin & Wakeman. Altri credit dal vivo includono Take That, Sophie Ellis-Bextor e Paul Young. 

## Discografia

### Solista
- 2017 - The Game Begins with the Lights Out
- 2020 - Fly Away Home

### Con Jeff Lynne’s ELO
- 2017 - Wembley Or Bust